# Алфред Хајош
Алфред Хајош-Гутман (мађ. Alfréd Hajós-Guttmann; р.1. фебруара, 1878 — †12. новембра, 1955) је био мађарски пливач и архитекта. Алфред Хајош је учествовао на првим Олимпијским играма модерног доба које су се одржале 1896. године у Атини, и био је први олимпијски шампион у пливању. На Летњим олимпијским играма је освојио две златне медаље на 100 и 1.200 м слободно за мушкарце.

## Биографија
Алфред Хајош је рођен у Будимпешти, Мађарска и име по рођењу му је било Арнолд Гутман (Arnold Guttmann). Имао је само 13 година када му се отац утопио у Дунаву, и тада је одлучио да постане добар пливач. После овога је узео име Алфред Хајош (Хајош – бродар на мађарском) за потребе своје пливачке каријере.

У години одржавања првих олимпијских игара, Алфред је био студент архитектуре. Дозвољено му је да оде на такмичења али дозволу да изгуби часове није добио тако лако. Када се вратио са такмичења и донео две титуле олимпијског шампоина Мађарској, уместо честитки на Политехничком факултету је добио примедбу: 
Твоји лични успеси нас не интересују, оно што нас интересује су одговори на питања на твом следећем испиту.

## Олимпијске игре
На играма 1896., пливачка такмичења су се одржавала у Медитеранском мору у природном елементу. Хајош који је тада имао 18. година, је освојио две златне медаље борећи се са изузетно хладним временом, температура воде је била око 10 ° и таласима висине до 4 m. Хајош је победио на трци 100 м слободно са временом од 1:22.2 и у трци 1.200 м слободно са временом од 18:22,2. Хајош је још хтео да се такмичи и у трци на 500 м, али није могао зато што се трка одржавала одмах после трке на 100 метара и непосредно пре трке на 1.200 метара.
После трке Хајош је изјавио:
Жеља за животом је преовладала жељу за победом.
За време ручка који је одржан у част олимпијских победника, Константин I Грчки је упитао Алфреда где је научио да плива тако добро. Хајош му је једноставно одговорио: „У води“. Хајош је био најмлађи олимпијски победник на играма одржаним у Атини.

## Остала такмичења
Пре одржавања олимпијских игара Хајош се већ био окитио титулама, био је Европски првак на 100 м слободно и то за 1895. и 1896. годину.
Као свестрани спортиста, Хајош је био шампион Мађарске у спринту на 100 м 1898. године, а такође је био носилац титуле мађарског шампиона у трци на 400 m са препонама и у бацању диска. Играо је и фудбал, тако да је играо у шампионатима који су се одржали 1901, 1902 и 1903 за екипу МУЕ.
Као архитекта који је специјализовао дизајнирање спортских објеката, Хајош се 1924. године пријавио на Олимпијске игре које су се одржавале у Паризу. Његов пројекат стадиона је награђен са сребрном медаљом. На том такмичењу није била додељена златна медаља.

## Професионални радови
Најпознатији пројекат Алфреда Хајоша је био пливачки стадион који је саграђен 1930. године на Маргитсигету и коришћен за европско првенство у пливању одржаним 1958. године и Светски ватерполо куп одржан 2006. године.
Међународни олимпијски комитет је 1953. године доделио признање, Олимпијску диплому за заслуге, Алфреду Хајошу. Хајош је такође члан Међународне пливачке куће славних.
Његов брат Хенрик Хајош је освојио златну медаљу на 4x250 м слободно на Олимпијским међуиграма 1906. које су такође одржане у Атини.

## Професионална достигнућа
Његови први радови, дизајни, су били у сецесионистичком и екликтицишком стилу. У каснојој фази свога рада прешао је на медернистички стил са италијанским утицајем.
- Хотел Златни бик, (Aranybika szálló) Дебрецен
- Гимназија Лечеј, (Lőcsey Gimnázium) Дебрецен
- Протестанска црква, (Református Egyház Zsinati Központja) Будимпешта
- Гимназија Лајоша Нађа, (Nagy Lajos Gimnázium) Сомбатхељ
- Ујпештов Стадион Ференца Сусе, Ујпешт, Међери ут (1922)
- Пливачки стадион Хајош Алфред (Hajós Alfréd Nemzeti Sportuszoda) Будимпешта, Маргитсигет
- Спорско игралиште Миленар (Millenáris Sportpálya), Будимпештански XIV округ Зугло
- Спортско игралиште, Мишколц
- Спортско игралиште, Папа
- Спортско игралиште, Сегедин
- Спортско игралиште, Капошвар
- Видлих палата (Weidlich-palota), Мишколц (1911)
- Женска школа, (Leányiskola) Пожоњ
- Народна башта са рестораном, (Népkert Vigadó) Мишколц
- Купка за пливање, (Ligetfürdő) Сегедин (1930)